# Salmin Čehajić
Salmin Čehajić (* 7. Mai 1984 in Bosanska Gradiška) ist ein ehemaliger bosnisch-österreichischer Fußballspieler.

## Karriere
Čehajić begann seine Karriere beim Wiener Sport-Club. 1996 wechselte er zum SK Rapid Wien. Nachdem er zuvor noch für die Amateurmannschaft in der Wiener Stadtliga gespielt hatte, debütierte er im August 2001 für die Profis in der Bundesliga, als er am neunten Spieltag der Saison 2001/02 gegen den VfB Admira Wacker Mödling in der 69. Minute für Gaston Taument eingewechselt wurde.
Danach spielte Čehajić lange Zeit auf Kooperationsbasis bei diversen Zweitligisten; ab Sommer 2002 spielte er beim LASK Linz, nach der Winterpause der Saison 2002/03 beim Wiener Sportklub und zwischen 2003 und 2005 beim SC Untersiebenbrunn. In der Saison 2003/04 kam er zudem bei den Profis von Rapid auf sieben Spiele in der Bundesliga.
Zur Saison 2005/06 verließ er die Wiener und schloss sich dem Zweitligisten SC Schwanenstadt an. Nach 21 torlosen Zweitligapartien kehrte er im Sommer 2006 zum inzwischen drittklassig spielenden Wiener Sportklub zurück. Nach 73 Partien in der Regionalliga Ost, in denen er zehn Tore erzielen konnte, wechselte er zur Saison 2009/10 zum Ligakonkurrenten SV Horn. 2012 stieg er mit den Hornern in die zweite Liga auf.
Im Jänner 2013 wechselte er zum Landesligisten ATSV Ober-Grafendorf. Mit den Ober-Grafendorf konnte er in die Regionalliga aufsteigen. Im Jänner 2014 wechselte er zum sechstklassigen USV Atzenbrugg-Heiligeneich. Zur Saison 2014/15 wechselte er zum siebentklassigen FC BiH Wien, wo er in weiterer Folge auch seine aktive Karriere beendete.
Seinen Spielerpass hat er seit Jänner 2017 beim ASV Vösendorf hinterlegt, kommt für diesen jedoch nicht als Spieler zum Einsatz.

### Trainerlaufbahn
Bereits während seiner aktiven Zeit kam Čehajić als Nachwuchstrainer zum Einsatz und war unter anderem um das Jahr 2009 U-7-Trainer beim Wiener Sportklub. Während seiner Zeit beim SV Horn trainierte er zudem in der Saison 2011/12 die zweite Mannschaft der Horner mit damaligen Spielbetrieb in der achtklassigen 2. Klasse Schmidatal.